# Ducado de Brisgóvia
O Ducado da Brisgóvia (em alemão:  Herzogtum Breisgau), foi um estado criado na região de Brisgóvia, no sudoeste da Alemanha, na sequência das invasões napoleónicas.
Este novo ducado surgiu como compensação pela ocupação francesa, em 1796, do Ducado de Módena e Régio, na Itália. O duque reinante, Hércules III de Módena, fora destronado e o seu Estado integrado na República Cisalpina criado com apoio de Napoleão Bonaparte.
O antigo duque de Módena refugiara-se primeiro em Veneza e, pouco depois, em Treviso, onde viria a falecer em 1803. Como Hércules III era sogro do arquiduque Fernando Carlos, o Tratado de Campoformio, celebrado entre a França e a Áustria em 1797, acabou por compensá-lo com o novo ducado de Brisgóvia criado com territórios situados na Áustria Anterior e cedidos pelos Habsburgos.
Este ducado viria a ser confirmado pelo Tratado de Lunéville (1801) embora Hércules III d’Este nunca tenha tomado posse do seu novo Estado. Sucedeu-lhe o seu genro Fernando Carlos.
Finalmente, pela Paz de Pressburg (1805) o arquiduque cedeu o Ducado de Brisgóvia ao Grão-Ducado de Baden, aliado de Napoleão, mantendo a sua condição de "Duque Titular de Módena e Reggio". O arquiduque Fernando Carlos acabou por falecer no ano seguinte, em Viena, onde se refugiara

## Lista de duques de Brisgóvia
1. Hércules d’Este, 9/3/1801 – 14/10/1803
2. Fernando Carlos de Áustria-Este, 14/10/1803 – 29/12/1805[2][3]

## Geografia
No mapa acima, onde são apresentados os diversos territórios que constituíam a antiga província da Áustria Anterior (Vorderösterreich), destaca-se o Ducado de Brisgóvia (Breisgau), identificado a cor lilás.